# 金川裕一
金川 裕一（かながわ ゆういち、1959年6月25日 - ）は、京都府出身の元バレーボール選手、監督、実業家。座右の銘は「企業はファン作り、人生は仲間作り」である。横河電機故美川英二社長の薫陶を受け、企業における社員の雇用の重要性にこだわりを持っている。

## 人物
1980年から1981年、早稲田大学体育会バレーボール部キャプテン。
1996年 早稲田大学バレーボール部で木原丈裕や浦野剛らを指導。1989年から約2年、横河電機バレーボール部の監督。2016年に横河レンタ・リース株式会社 代表取締役社長に就任した。
2011年カナリア書房より、スポーツを通じて学んだ精神と企業内ベンチャー制度を利用した起業経験をもとに「企業雇用」をテーマとした著書「幸働力経営のススメ」を出版し、各地で講演も行っている。現在は横河レンタ・リースの相談役であり株式会社エルティーエス、株式会社SMN、株式会社セキュアなど数社の役員、顧問を兼務している。公益財団法人日本バレーボール協会副会長、早稲田バレーボール部OB会会長でもある。
キューアンドエー株式会社の創業者であり、同社を売上200億円まで成長させた。さらに横河レンタ・リース時代は10年間ほど低迷していた同社を4年間で社員を増やさず業績を2倍にし業界トップに肉薄させた。
大企業、中小企業、ベンチャー企業と様々な規模の経営に参画しており、稀有な経験を有しているのが最大の特徴である。

## 略歴
- 1978年 - 早稲田実業学校高等部 卒業
- 1982年 - 早稲田大学教育学部卒業、株式会社横河電機製作所 入社
- 1989年 - 横河電機株式会社バレーボール部 監督
- 1996年 - 早稲田大学バレーボール部 監督、横河電機の企業内ベンチャー制度にて、横河マルチメディア株式会社を設立
- 2001年 - 株式会社キューアンドエーと事業統合
  - 横河キューアンドエー株式会社を設立、代表取締役会長に就任
- 2003年4月 - 横河キューアンドエー株式会社(現キューアンドエー株式会社)代表取締役社長に就任
- 2015年4月 - 同社取締役社長を退任、同社代表取締役 執行役員会長に就任
- 2016年4月 - 横河レンタ・リース株式会社 代表取締役社長に就任
- 2020年4月 - 横河レンタ・リース株式会社 代表取締役会長に就任
  - SMN株式会社の社外取締役に就任
- 2021年6月 - 横河レンタ・リース 会長を退任、相談役に就任
  - 公益財団法人日本バレーボール協会理事に選任
- 2021年7月 - 株式会社エル・ティー・エス 役員に就任
- 2022年3月 - 株式会社エル・ティー・エス 取締役会長に就任
- 2022年6月 - 横河デジタル株式会社 代表取締役会長に就任
  - SMN株式会社 社外取締役を退任
- 2022年8月 - アムニモ株式会社 取締役会長に就任
- 2023年6月 - 公益財団法人日本バレーボール協会副会長に選任
- 2024年9月 - 一般社団法人SVリーグ理事に就任[1]

## 著書
- 「幸働力経営のススメ」（2011年7月出版　カナリア書房）
- 「幸働力経営のススメ2―失敗から学んだあくなき挑戦の20年」（2016年4月出版　カナリアコミュニケーションズ）

## 講演
- 2011年07月14日：横河電機株式会社主催のフォローアップ研修で経営について講演
- 2011年10月26日：株式会社ミスター・エムの出版記念イベントで起業理念について講演
- 2011年11月03日：NPO法人リュバン主催の『特別講演会』で「幸働力のススメ」について講演
- 2012年02月08日：東京都渋谷区倫理法人会主催の「経営者モーニングセミナー」で「幸働力経営のススメ」について講演
- 2012年04月16日：東京都渋谷区倫理法人会主催の「倫理と経営を学ぶ会」で経営について講演
- 2012年05月31日：横河電機株式会社のグループ会社蘇州横河電表有限公司にて「幸働力経営」について講演
- 2012年09月25日：東京都美容生活衛生同業組合主催のセミナーで「幸働力経営」について講演
- 2012年10月11日：三鷹商工会(東京都)の経営講演会で「幸働力経営」について講演
- 2013年07月30日：東京商工会議所で「社内ベンチャーから100億円企業へ～失敗から学んだ経営の秘訣～」について講演
- 2013年08月29日：東京商工会議所で「社内ベンチャーから100億円企業へ～失敗から学んだ経営の秘訣～」について講演
- 2013年09月20日：東京商工会議所で「社内ベンチャーから100億円企業へ～失敗から学んだ経営の秘訣～」について講演

## TV出演
- 2009年10月30日放送：21：00～21：54　BS11『INsideOUT』テーマ：「情報格差に商機あり」
- 2012年08月02日放送：10：50～11：00　RKB毎日放送「宣伝上手」
- 2012年08月04日放送：14：55～15：00　TVQ九州放送「激PUSH!」
- 2012年08月06日放送：13：55～14：00　KBC九州朝日放送「FOR YOU」
- 2013年01月26日放送：23：00～23：25　BS-TBS『グリーンの教え』テーマ：「仕事もゴルフも「記録よりも記憶」。そうすれば人とつながりが出来る」番組HP）
- 2013年08月03日放送：10：00～10：54　BS-TBS『グローバルナビフロント』テーマ：「IT時代だからこそ！目指せ、街の電器屋さん」

## 掲載物
- エコノミスト (日本の雑誌)　2010/5/25号　掲載
- 経営人事対談　Vol.28
- 特定非営利活動法人 ITジュニア育成交流協会 「ITの利活用を支えるサービス－ITジュニアの力に期待」掲載　2011/3号
- オピニオン (企業)発刊「月刊人材ビジネス」の特集：笹田学の「One for all All for one」でインタビュー「企業の社会的存在意義は「雇用」です」を掲載　2012/10号
- ダイヤモンド社発刊 週刊ダイヤモンド　起業人（P80） 掲載　2012/11/7号
- 株式会社財界研究所発刊「財界　新年特大号　2013」（P170）に掲載　2013/1/1号
- 株式会社財界研究所発刊「財界　10月8日号」（P135）「私の好きな場所」に掲載　2013/10/8号

## その他
- 企業発ベンチャー協議会 理事
- 早稲田大学稲門バレーボール倶楽部　会長